# نخل روغنی آفریقایی
نخل روغنی آفریقایی (نام علمی: Elaeis guineensis) نام یک گونه از سرده نخل روغنی است.